# Paprika (pel·lícula de 1991)
Paprika és una pel·lícula italiana filmada en 1991, dirigida per Tinto Brass. Està basada en la novel·la eròtica de John Cleland Fanny Hill, publicada en 1748.
Va ser recopilada com a pel·lícula pornogràfica explícita pel cinematogràfic Joe D'Amato en 1995.

## Argument
En 1957, Mimmo (Debora Caprioglio), una bella jove pagesa, arriba a la ciutat decidida a treballar com prostituta als bordells durant un temps curt mentre aconsegueix diners per a ajudar el seu promès a finançar i començar el seu propi negoci; allí rep el sobrenom de Paprika. En el seu camí es veu temptada pels diners i el desig sexual, el seu promès la traeix i perd el seu sentit de pertinença, dignitat i amor a si mateixa, però eventualment aquest mateix camí la porta a trobar el seu veritable amor.

## Repartiment
- Debora Caprioglio: Paprika
- Stéphane Ferrara: Rocco
- Martine Brochard: Madame Collette
- Stéphane Bonnet: Franco
- Rossana Gavinel: Gina
- Renzo Rinaldi: Conde Bastiano
- Nina Soldano: Periodista
- Clara Algranti: Sciura Angelina
- Luciana Cirenei: Doña Olimpia
- John Steiner: Príncipe Ascanio
- Valentine Demy: Beba
- Luigi Laezza: Nino
- Riccardo Garrone :Tío de Paprika
- Paul Müller: Milvio

## Producció
En la seva autobiografia, Tinto Brass va revelar que va tenir un afer sexual amb l'actriu Debora Caprioglio durant el rodatge.

## Crítiques
Per al Fischer Film Almanach era "la mateixa pel·lícula de sempre" amb Brass, en la qual s'acumulen "nueses i còpules". El Lexikon des internationalen Films no es va entusiasmar amb les fantasies masculines de Brass i hi va veure un "conte de fades de prostíbul masclista que està completament absorbit en la seva actitud voyeurista i misògina".
Les crítiques italianes van ser prudentment més positives. Fabio Ferzetti escriure a Il Messaggero "malgrat la gran atenció que la pel·lícula generava prèviament, el repertori estava esgotat". Maurizio Porro es va mostrar entusiasmat amb la pel·lícula "ràpida, animada, molt cinematogràfica". Gian Luigi Rondi d'Il Tempo va observar que Brass "per descomptat pot girar per qualsevol carrer que vulgui en un país lliure, un a la vegada, però els crítics que escriurien anticipant-se a noves vies romandrien comprensiblement en silenci".